# Arte islâmica em Portugal

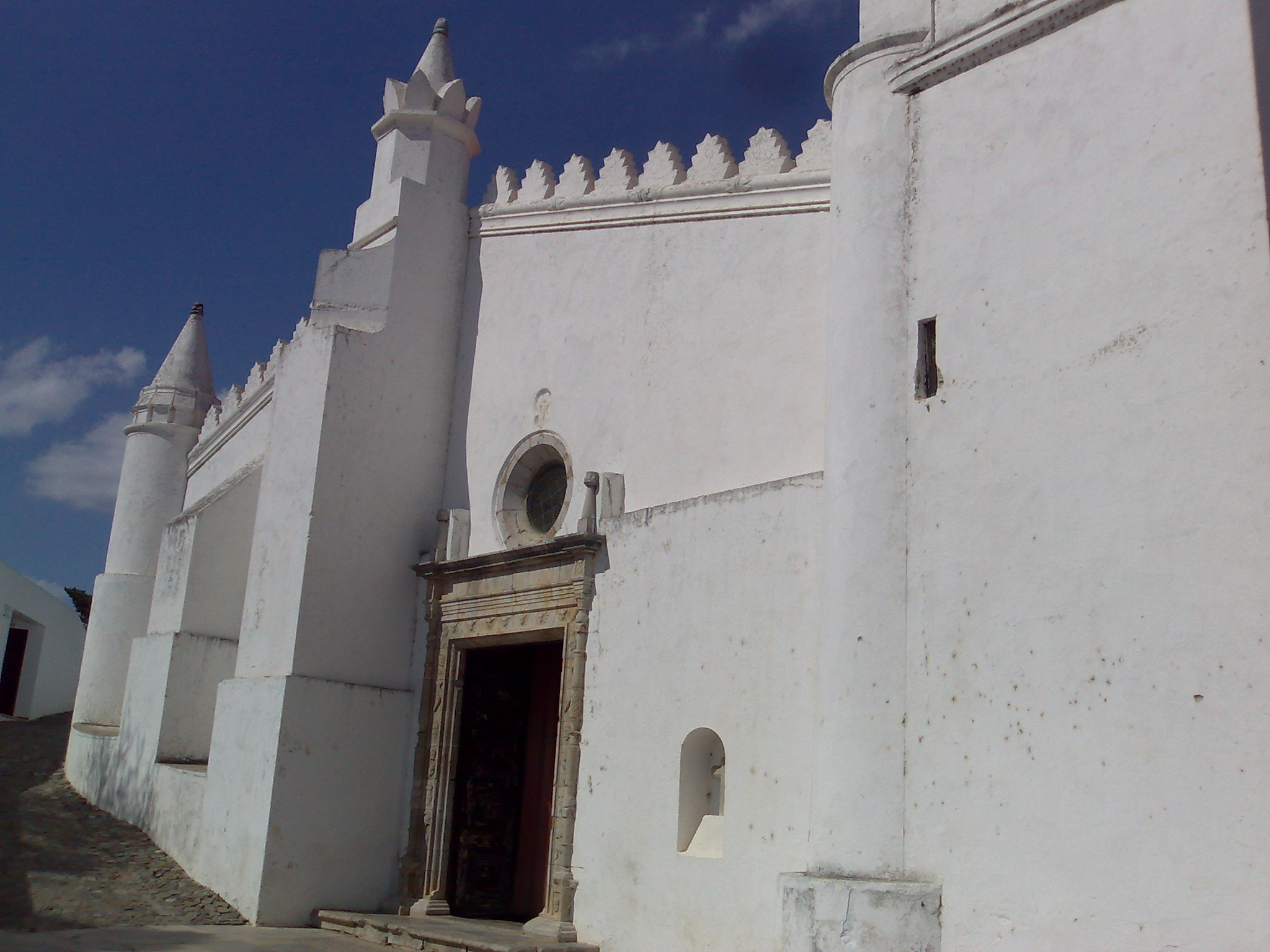
Igreja de Nossa Senhora da Anunciação, antiga mesquita de Mértola

A arte islâmica desenvolveu-se em Portugal aquando da ocupação muçulmana do país (712–1249). O termo "arte islâmica" refere-se à unidade criativa de uma arte e uma arquitectura próprias de uma civilização de enorme extensão geográfica. Nos primeiros tempos do islão surgiu uma arte rica e variada baseada na tradição clássica, na arte bizantina, persa e de outros povos orientais conquistados. A originalidade das estruturas arquitectónicas e dos motivos ornamentais deram origem a uma arte própria, tipicamente muçulmana.
A ornamentação é sem dúvida, um dos aspectos que mais contribuiu para a unificação da arte islâmica. A grande profusão de superfícies decoradas faz com que as estruturas fiquem parcialmente escondidas, num fenómeno preenchido de todos os espaços com decoração conhecido como horror ao vazio. A repetição de motivos — geométricos, cosmológicos, a caligrafia e motivos de origem vegetal estilizados — e a combinação de materiais e texturas originam um efeito tridimensional que confere aos edifícios uma certa aura de mistério e harmonia, para o que contribuem igualmente a luz e a presença de água. Outros dos elementos decorativos mais característicos são os adornos em estuque trabalhado.
A rejeição de qualquer imagem figurativa (aniconismo) é também característica da arte islâmica. Deve-se ao receio da idolatria, ou seja, da veneração de imagens que simbolizassem seres do outro mundo. No entanto, os motivos figurativos aparecem frequentemente em objectos domésticos.
Na arquitectura destacam-se os edifícios de carácter religioso, as mesquitas, cuja origem foi a casa do profeta Maomé. As primeiras estruturas de ordem religiosa apareceram depois da deslocação do centro do poder de Medina para Damasco e Jerusalém: a Cúpula do Rochedo, em Jerusalém, e também a Mesquita de Damasco. Quase todas as mesquitas estão orientadas para Meca, existe um mirabe donde o imã dirige a liturgia; também são dotadas de um alminar donde o almuadem convoca a oração cinco vezes ao dia. As mesquitas apresentam um sector coberto (haram) e outro descoberto (sahn). Também na arquitectura residencial, as casas e os palácios têm os seus espaços organizados em tornon de pátios interiores.

## Arte Islâmica no Algarbe Alandalus

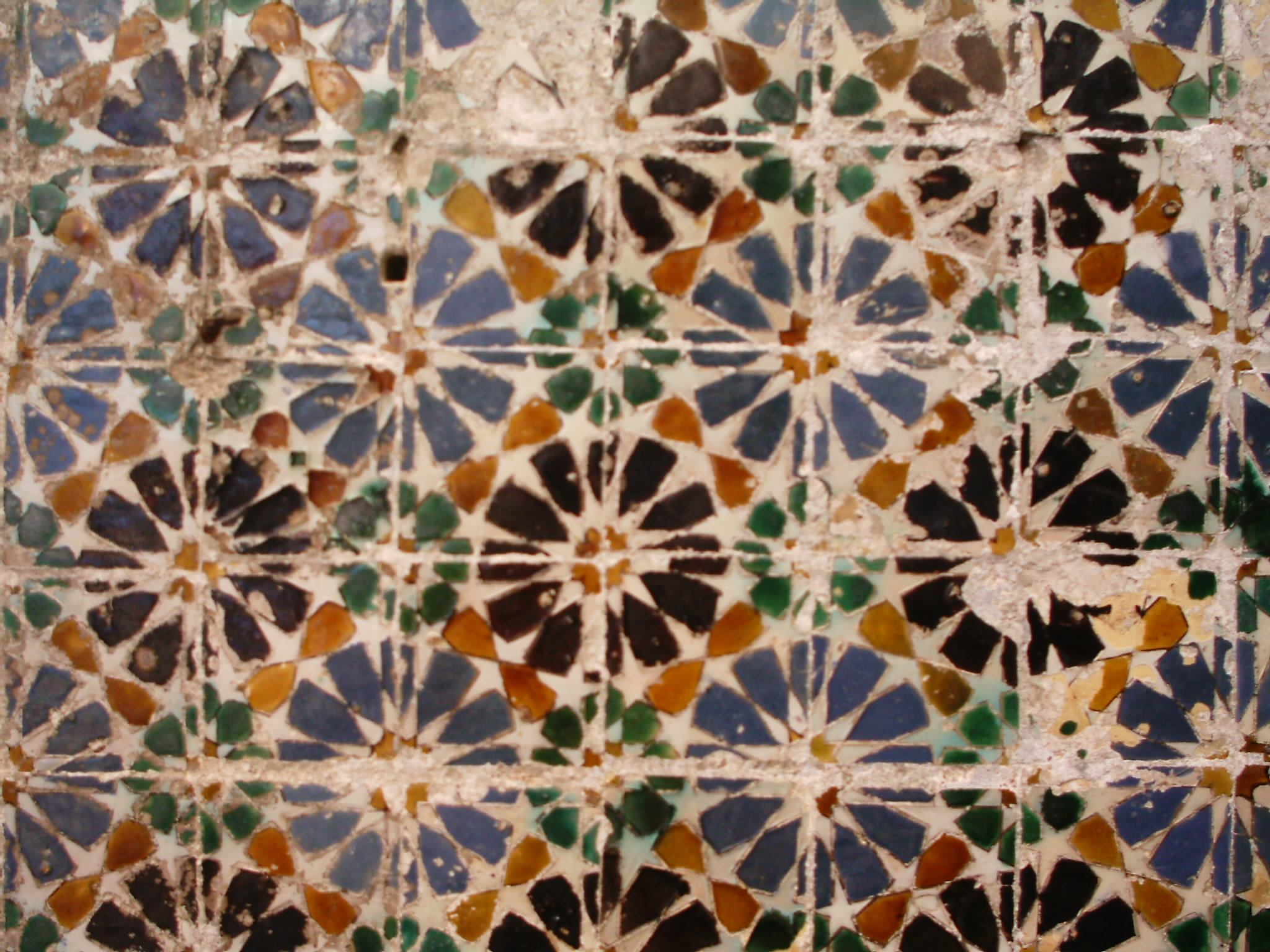
Palácio Nacional de Sintra, Pátio Central: pormenor de azulejos com marcada influência mudéjar

Com o Califado de Córdova, que se manteve até 1031, o Alandalus, transformou-se no ponto mais importante do Ocidente Islâmico. Desenvolveram-se estilos culturais muito característicos devido à situação geográfica do território, ao contacto entre as culturas cristã e muçulmana e à influência dos conquistadores anteriores: romanos e visigodos.
A arte no Algarbe Alandalus foi bastante idêntica à do resto da Península Ibérica, embora os vestígios que chegaram até nós não tenham a espectacularidade de Córdova, Sevilha ou Granada, devido à sua posição periférica em relação aos grandes centros de poder.
O urbanismo, a arquitectura, tanto civil como militar e religiosa, e os objectos para uso diário, foram os campos artísticos mais desenvolvidos na arte islâmica no Algarbe Alandalus.
O arco em ferradura, de influência visigótica, é sem dúvida uma imagem marcante da civilização muçulmana em Portugal e Espanha. A sua imagem, ligada aos mais conhecidos monumentos civis e religiosos, vai rapidamente confundir-se, de forma definitiva, com a própria arte islâmica.
A pintura e a escultura foram áreas pouco desenvolvidas, por questões religiosas, excepto no que se refere às artes decorativas, com o fim de ornamentar edifícios e objectos. São notáveis os capitéis de colunas.
A cerâmica teve um papel muito importante no quotidiano das alcáçovas e alcarias islâmicas. Muitas das formas e utilizações dos objectos produzidos pelos artesãos da época perduraram até aos nossos tempos.

## Urbanismo

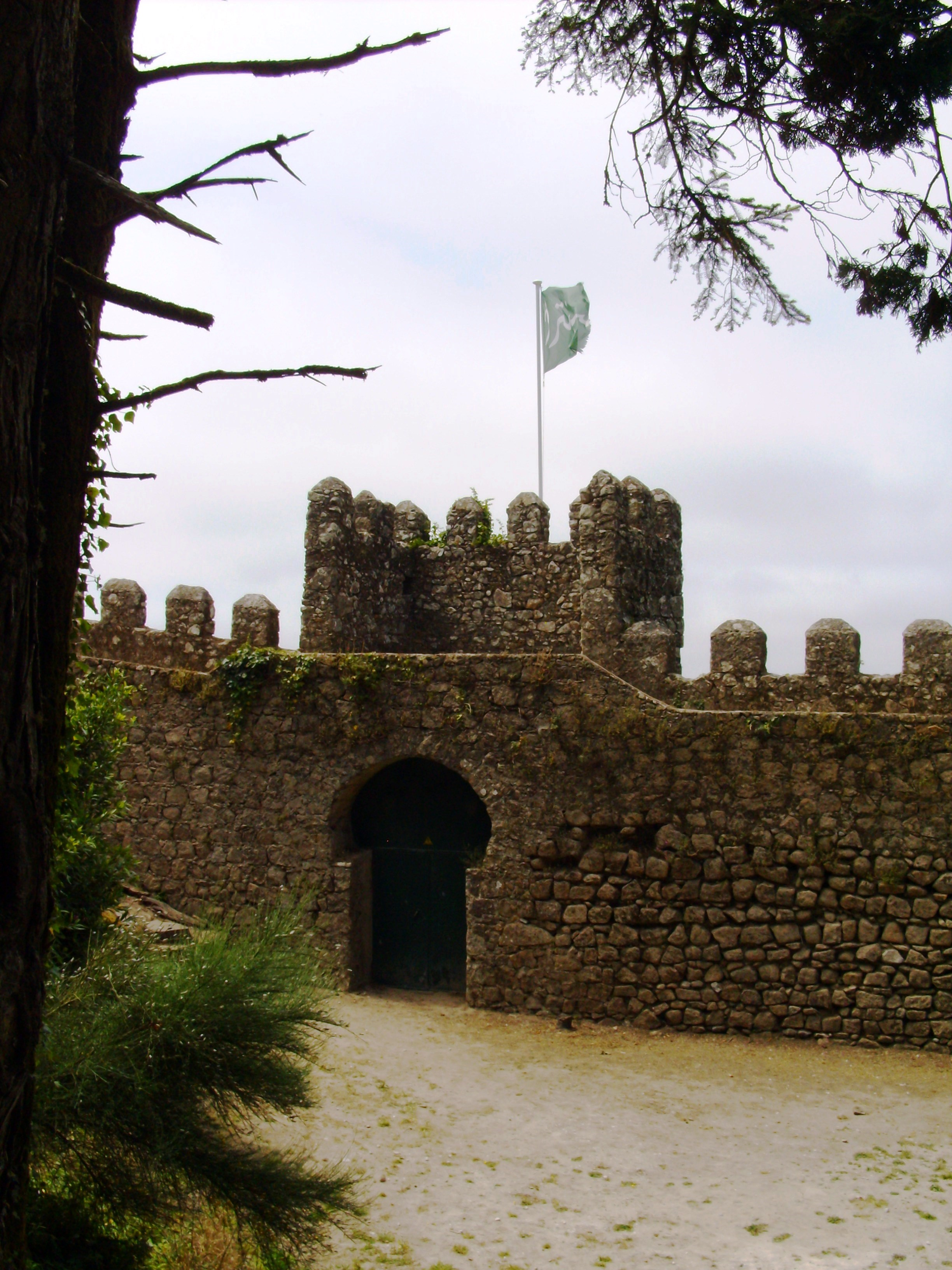
Porta islâmica no Castelo dos Mouros (Sintra) Após a Invasão muçulmana do século VIII, a região de Sintra foi ocupada, erguida a primitiva fortificação da penedia, entre o século VIII e o IX.

As cidades islâmicas estava localizadas em pontos estratégicos do Algarbe Alandalus, dominando em geral, importantes cursos de água, como por exemplo: Al-Uśbuna (Lisboa), Santarin (Santarém), Kulūmriyya (Coimbra), Mārtula (Mértola) ou Xilb (Silves). As cidades islâmicas reaproveitaram espaços, estruturtas e materiais do período romano.
Na alcáçova fortificada ficava o alcácer, com funções exclusivamente militares, e uma zona residencial, onde se situavam os paços do alcaide, as dependências da corte e as residências, entre outros, militares e funcionários ligados ao palácio.
Os arrabaldes eram uma espécie de subúrbios, zonas residenciais situadas fora das muralhas.
Nas cidades de maiores dimensões havia ainda a almedina, onde se encontravam os principais edifícios públicos, tanto políticos como religiosos, entre os quais a aljama — mesquita principal da cidade. A almedina era rodeada por uma muralha ou cerca, que a separava dos arrabaldes. A entrada na almedina era somente possível durante o dia, porque de noite os portões existentes na muralha era fechados.
Nos bairros residenciais, as casas davam para adarves — ruas labirínticas e sinuosas — que frequentemente nem tinham saída. As casas eram estruturas bastante "introvertidas", já que as aberturas para o exterior eram poucas, de forma a proteger a intimidade familiar.
Da cidade dependiam directamente os campos e hortas circundantes, que diariamente abasteciam os seus mercados, e ainda algumas povoações rurais — as alcarias. A alcaria podia ser um povoado único, fortificado ou não, ou podia agrupar algumas pequenas povoções, que possuíam, em conjunto, um perímetro fortificado onde podiam guardar o gado em caso de perigo. O primeiro tipo de alcaria única existe sobretudo no Alto Alentejo. O segundo tipo de alcarias, com pequenos povoados associados, existe mais predominantemente no Baixo Alentejo e Algarve.

## Arquitectura
Na arquitectura islâmica foram adoptadas várias soluções e técnicas construtivas para a resolução de problemas de ordem estrutural dos edifícios. Os arcos, nomeadamente os arcos de ferradura, ocupam um lugar importante. As arcadas com colunas com capitéis, por vezes ricamente trabalhados foram uma das soluções estruturais também utilizadas.
Foram poucos os arcos em ferradura que em Portugal resistiram até aos dias de hoje: na Porta da Vila de Faro, um dos acessos à almedina de Elvas, em quatro portas da Mesquita de Mértola encontramos ainda alguns desses arcos em muito bom estado de conservação. Quanto aos capitéis, embora muitos tenham chegado aos nossos dias, apresentam-se fora do seu contexto inicial.
As paredes de taipa foram também fundamentais como material de construção de muitas estruturas. A taipa era por vezes intercalada com pilares de alvenaria. No caso das taipas mais pobres, o revestimento com cal era essencial para a longevidade da obra.